# 대불정여래밀인수증요의제보살만행수능엄경 권7~8
대불정여래밀인수증요의제보살만행수능엄경 권7～8(大佛頂如來密因修證了義諸菩薩萬行首楞嚴經 卷七~八)은 충청북도 청주시 상당구 남일면에 있는 조선시대의 불경이다. 2013년 11월 8일 충청북도의 유형문화재 제353호로 지정되었다.

## 개요
당나라 때 서역승 반자밀제(般刺密帝)에 의해 한역되어 선종과 교종을 막론하고 널리 읽힌 한국불교 근본 경전 중의 하나로 ｢大佛頂首楞嚴經｣·｢首楞嚴經｣·｢楞嚴經｣으로 줄여서 부른다.
권7~8은 1443년의 고산 화암사 판본을 1672년(현종 13)에 울산 운흥사(雲興寺)에서 다시 판각하여 간행한 것으로 권7의 앞부분에서 확인되는 변상도(變相圖)는 17세기 후반을 대표하는 조각승인 연희(演熙)가 새겼으며 이외 제작과 관련 인물도 알 수 있는 문화재이다.

## 참고 자료
- 대불정여래밀인수증요의제보살만행수능엄경 권7～8 - 국가유산청 국가유산포털